# ماري صوفيا هايد رايس
ماري صوفيا هايد رايس (بالإنجليزية: Mary Sophia Hyde Rice)‏ هي مبشرة أمريكية، ولدت في 11 أكتوبر 1816 في نيويورك في الولايات المتحدة، وتوفيت في 25 مايو 1911 في Lihue, Hawaii ‏ في الولايات المتحدة.